# Die dummen Streiche der Reichen
Die dummen Streiche der Reichen (frz. La folie des grandeurs, in Deutschland auch unter dem Titel Don Louis, der Größenwahnsinnige bzw. in der DVD-Fassung von 2009 als Don Louis bekannt) ist eine 1971 in Koproduktion von Frankreich, Italien, Spanien und der Bundesrepublik Deutschland gedrehte Filmkomödie. Regie führte Gérard Oury; Louis de Funès spielte neben Yves Montand die Hauptrolle. Der Film war nach Erscheinen einer der erfolgreichsten Filme des Jahres und zählt unter Fans als einer der besten Funès-Filme überhaupt. Unter deutschen Cineasten gilt der Film als verschollene Rarität, die kaum noch gezeigt wird.

## Handlung
Der Film spielt im Spanien des 17. Jahrhunderts. Don Salluste, ein Grande Spaniens, ist der geldgierige und hartherzige Finanzminister und Steuereintreiber Karls II., des spanischen Königs. Als er aber über einen Fauxpas in Form eines unehelichen Kindes mit einer Hofdame stolpert, setzt ihn Königin Dona Maria vor die Tür und verbannt ihn aus Madrid.
Auf Rache sinnend entwickelt Salluste einen raffinierten Plan, um wieder in sein Amt zu kommen: Er will der Königin eine Affäre andichten, damit diese vom König ebenfalls verjagt wird. Salluste selbst will die Intrige aufdecken und hofft, auf diese Weise begnadigt zu werden. Verführer der Herrscherin und damit Werkzeug seines Plans soll sein Neffe Cesar werden, ein raubender und stehlender Schönling. Doch Cesar wendet sich von seinem Onkel ab, worauf dieser ihn gefangen nimmt und an Berber in der Sahara verkauft.
Notgedrungen muss nun Sallustes tumber Diener Blasius einspringen, welcher insgeheim tatsächlich in die Königin verliebt ist. Er gibt sogleich einen Einstand nach Maß, bewahrt das Herrscherpaar vor einem Bombenattentat und wird von Salluste als sein adliger Neffe aus Amerika vorgestellt. Während Salluste weiterhin verfemt bleibt, wird Blasius alias Don Cesar in den königlichen Kreis aufgenommen und gewinnt die Gunst von Dona Maria.
Während eines Aufenthalts im Schlosspark gesteht Blasius der Königin seine aufrichtige Liebe. Durch eine unglückliche Verkettung vernimmt jedoch ohne Blasius Wissen statt ihrer deren prüde und altjüngferliche Kammerdame Dona Juana (Alice Sapritch) die Liebesschwüre, wodurch diese nun selbst Feuer und Flamme für den vermeintlich Adligen ist.
Blasius hat währenddessen herausgefunden, dass die Grande das Attentat auf die Herrscher verübt hat, und entlarvt einen von ihnen als Drahtzieher. Dieser wird daraufhin ebenfalls zu den Berbern verbannt, wo bereits der echte Cesar schmachtet. Als dieser von seinem Double hört, bricht er erbost aus und flieht.
Salluste ist inzwischen inkognito nach Madrid zurückgekehrt und findet heraus, dass die übrigen Grande nun vorhaben, den immer mehr an Einfluss gewinnenden Don Cesar bzw. Blasius zu beseitigen. Salluste kann ihn schließlich aus der misslichen Lage auf einer Hazienda befreien – nur, um ihn wenig später selbst gefangen zu nehmen.
Im Zimmer eines Gasthauses vor den Toren der Hauptstadt bereitet Salluste seinen Gefangenen auf das Stelldichein mit der Königin vor, welche er heimlich hierher bestellt hat. Doch es geht schief: Zunächst platzt der aus Afrika geflohene echte Cesar in das Zimmer und befreit Blasius von den Fesseln. Und dann steht plötzlich statt der Königin Dona Juana im Zimmer, welche die Nachricht für das Tête-à-tête fälschlicherweise ebenfalls erhalten hat und sich Blasius liebeshungrig an den Hals wirft. Im allgemeinen Trubel taucht auch noch der König auf, der per anonymem Brief von Salluste über die Affäre unterrichtet worden ist. Nach einigen fast parallel verlaufenden Wirrungen und Geschehnissen steht der Monarch am Ende vor einem Bett, in dem Blasius und Dona Juana liegen, während der echte Cesar mit der Königin in die Nacht verschwindet.
Sallustes Plan ist gescheitert und er wird in die Berberwüste verbannt – gemeinsam mit Blasius, der so einer angedrohten Zwangshochzeit mit Juana entgeht. Während Salluste einen neuen Plan ausheckt, endet der Film mit dem durch die Wüste fliehenden Blasius – verfolgt von Dona Juana, die ihrem Liebsten nachgekommen ist.

## Vorlage
Als Vorlage diente das 1838 geschriebene klassische Drama Ruy Blas von Victor Hugo. Hier schickt ebenfalls der in Ungnade gefallene Salluste seinen Diener Ruy Blas als Don Cesar an den Königshof, um die Königin zu verführen. Ruy Blas verfällt jedoch zu sehr seiner Rolle. Das Buch wurde mehrmals verfilmt, u. a. 1948 als Ruy Blas – Der Geliebte der Königin mit Jean Marais und Danielle Darrieux sowie 2002 mit Gérard Depardieu und Carole Bouquet. Gérard Oury ließ sich für seine Adaption hauptsächlich von dem Theaterstück und der 1948er-Filmvorlage beeinflussen und verlagerte den Stoff ins Komödienfach.

## Produktionsnotizen

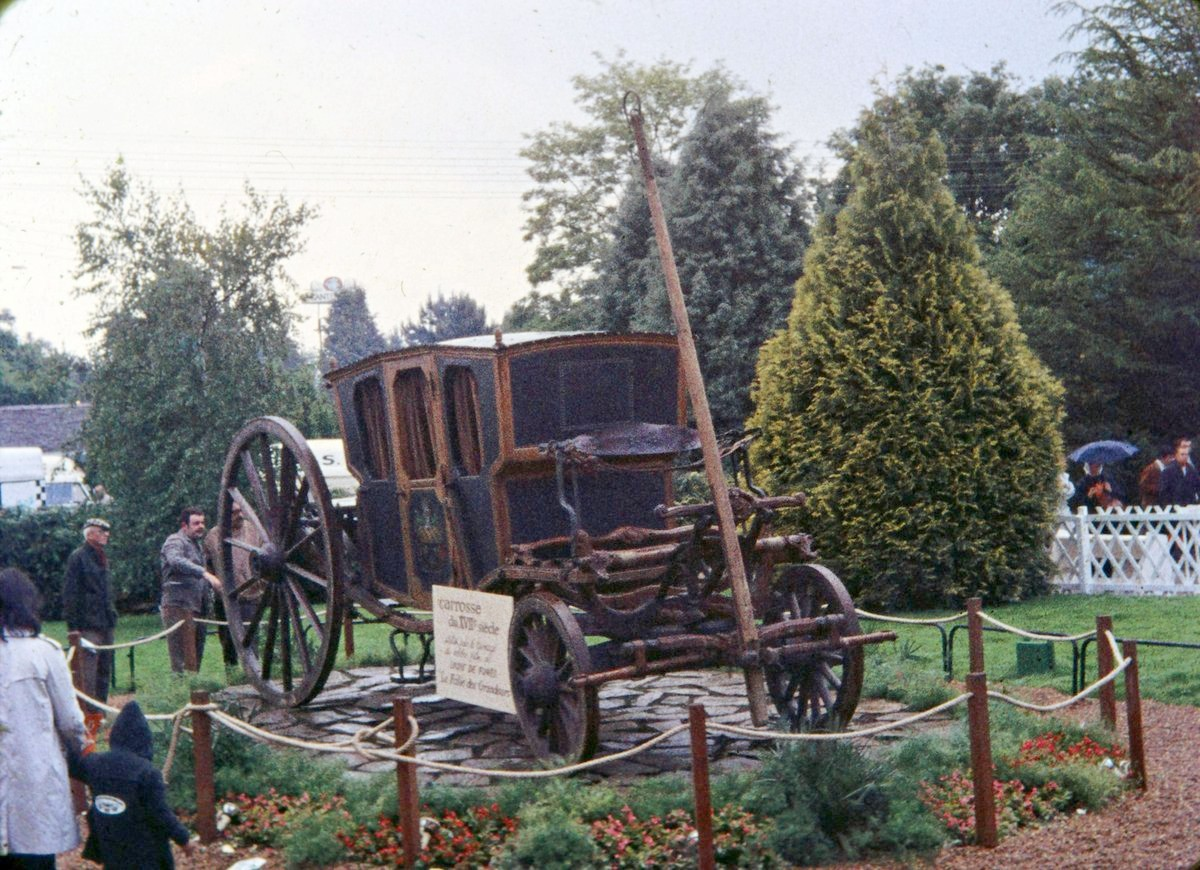
Die Kutsche aus dem Film, ausgestellt beim Großen Preis von Frankreich 1972 am Circuit de Charade in Clermont-Ferrand

- Nach Le Corniaud (Louis, das Schlitzohr / Scharfe Sachen für Monsieur) und La grande vadrouille (Drei Bruchpiloten in Paris / Die große Sause) sollte dies die dritte große Zusammenarbeit zwischen de Funès und André Bourvil sowie dem Gespann Oury-Thompson-Jullian werden. Bourvil starb allerdings noch vor Beginn der Dreharbeiten. Oury suchte einen Ersatz und fand ihn in Yves Montand, der sich bereits zum französischen Kinostar hochgearbeitet und auch ein Jahr zuvor in Vier im roten Kreis an der Seite von Bourvil in dessen letztem Film vor der Kamera gestanden hatte.

- Die Dreharbeiten fanden 1970 und 1971 sowohl in Spanien als auch in Frankreich statt. In Spanien wurde hauptsächlich in Andalusien, rund um Almería, gedreht. Die Ortschaft Pedraza diente in der Eröffnungssequenz als Dorf. Ebenso in der Anfangsszene ist das in der Sierra Nevada gelegene Schloss La Calahorra zu sehen. Die Gärten der Alhambra von Granada fanden eine Verwendung als königliche Gärten, in welchen Blasius der Königin bzw. Dona Juana seine Liebe gesteht. Die Ranch Isla Minima außerhalb von Sevilla diente schließlich als Hazienda der Grand d'Espagne. Als afrikanische Berberwüste diente ein Streifen Sandwüste in der Nähe von Almería. Weitere Drehorte waren Madrid mit seinen königlichen Gebäuden, Barcelona und Toledo. Nach Abschluss der Arbeiten in Spanien verlagerte man dann die Produktion in die Franstudios im französischen Saint–Maurice, wo die Innenaufnahmen entstanden.

- Ein weiterer Grund für die Verlagerung der Dreharbeiten von Spanien nach Frankreich war die Weigerung Montands, weiter dort zu drehen. Er distanzierte sich von der Diktatur Francisco Francos.

- In der Gasthausszene will Dona Juana Blasius verführen, indem sie vor ihm einen Striptease vollführt. Für diese Szene nahm die Darstellerin Alice Sapritch Trainingsstunden bei Sophia Palladium, einer Erotiktänzerin aus dem Pariser Nachtclub „Crazy Horse“. Palladium musste außerdem für Sapritch noch als Körper-Double einspringen. Da der Schauspielerin bei ihrer Vorführung ein Hüftwackler nicht gelang, wurde die Szene zunächst ausgesetzt. Zwischenzeitlich zog die Produktion nach Frankreich um, wo Sapritch für die Aufnahme nicht zur Verfügung stand. So zog sich Palladium Korsett und Rüschenwäsche an und vollendete die Szene. Im Film ist der Unterschied deutlich zu sehen. Als Sapritch ihren letzten Rock auszieht und sich umdreht, gibt es einen Schnitt, und man sieht eine Aufnahme der wackelnden Hüften (Palladium). Dabei ist die Taille deutlich schmaler als vor dem Schnitt.

- Sal Borgese, der die Rolle von Sallustes einäugigem Handlanger spielte, agierte auch als Stuntkoordinator und ist in dieser Funktion sowie als Schlägertyp aus unzähligen Prügelkomödien mit Bud Spencer und Terence Hill bekannt.

- Paul Preboist, der die Rolle des stummen Dieners Sallustes spielt, gehörte nahezu zur „Stammriege“ vieler Funès-Filme und wirkte u. a. auch in Hibernatus (Onkel Paul, die große Pflaume) sowie einigen Gendarmen-Streifen mit.

- Louis de Funès kehrte acht Jahre später in einer Don Salluste ähnlichen Rolle auf die Leinwand zurück. In Louis, der Geizkragen spielt er frei nach Molieres Der Geizige einen kauzigen Alten, welcher geldgierig und knickerig ist und versucht, seine Tochter gewinnbringend mit einem senilen Adligen zu vermählen.

- Karin Schubert, die im Film die Königin spielte, kam Jahre später zu zweifelhaftem Ruhm, als sie in die Erotikbranche wechselte und Pornos drehte. Gerüchten zufolge weigern sich deshalb bis zum heutigen Tage Fernsehsender, seriöse Spielfilme mit ihr auszustrahlen.

- Michel Polnareff komponierte eine Filmmusik, die verglichen mit dem Schauplatz (Spanien, 16. Jahrhundert) ein wenig deplatziert wirkt und mehr an einen Western erinnern. Sie wird als Verbeugung vor den spanischen Drehorten angesehen. In der Gegend rund um Almería, wo auch Die dummen Streiche der Reichen entstand, wurde ebenfalls ein Großteil der europäischen Western (sogenannte Spaghettiwestern), vor allem die von Sergio Leone, aus den 1960er und 1970er Jahren gedreht. Auch Michael Herbigs Der Schuh des Manitu entstand hier.

- Für seine kurze Flamenco-Einlage nahm Yves Montand Tanzstunden bei einer professionellen Tänzerin.

## Deutsche Vermarktung
Während der Film im Heimatland des Komikers fast turnusmäßig im Fernsehen ausgestrahlt wird, ist er in Deutschland nur selten zu sehen. Der Film lief in den 1980er Jahren regelmäßig in der ARD und deren dritten Programmen sowie im Fernsehprogramm der DDR (DDR / DFF 1 und 2). Im Herbst 1990 wurde der Film letztmals im deutschen Fernsehen ausgestrahlt. Als Grund wurden ausgelaufene und nicht mehr verlängerte Lizenzrechte genannt.
Bis zum Jahr 2009 mussten die „La folie des grandeurs“-Liebhaber in Deutschland warten, ehe eine DVD-Fassung erschien. Unter dem Titel Don Louis sind Die dummen Streiche der Reichen nunmehr erhältlich.
Für die deutsche Fassung musste der Film in der Synchronisation ein wenig verändert werden. In der französischen Originalfassung ist die von Karin Schubert verkörperte spanische Königin eine Deutsche aus Bayern, die dort auch deutsch spricht. In der deutschen Fassung erhielt Schubert neben einem französischen Akzent auch eine entsprechende Herkunft aus „Lothringen“ (das damals noch deutschsprachig war). In diesem Zusammenhang wurde auch aus dem von Montand gespielten Blaze ein Blasius. Die deutsche Fassung entstand bei der Berliner Synchron. Das Buch schrieb Franz Otto Krüger, Regie führte Dietmar Behnke. De Funes wurde von dem Stammsprecher Gerd Martienzen synchronisiert.

## Kritiken
- „Louis de Funès strampelt sich (…) durch diese langatmige Kostümklamotte.“ (Wertung: 1½ Sterne = mäßig) – Adolf Heinzlmeier und Berndt Schulz in Lexikon „Filme im Fernsehen“ (Erweiterte Neuausgabe). Rasch und Röhring, Hamburg 1990, ISBN 3-89136-392-3, S. 178

- „Leichte Komödie mit Louis de Funès: Plattheiten und Klamauk werden weitgehend mit Turbulenz und amüsanten Gags überspielt.“ – „Lexikon des internationalen Films“[2]

- „… funktioniert diese turbulente und verschwenderisch ausgestattete Komödie ganz ausgezeichnet. Montand fühlt sich sichtlich wohl in einer seiner seltenen komödiantischen Rollen, und De Funès ist wie immer in seinem Element als reiches und rücksichtsloses Ekel.“ Das große TV-Spielfilm Filmlexikon, 2. Aufl., Bd. 2, S. 711.

Die Filmbewertungsstelle Wiesbaden verlieh der Produktion das Prädikat wertvoll.